# Achillea phrygia
Achillea phrygia là một loài thực vật có hoa trong họ Cúc. Loài này được Boiss. và Balansa mô tả khoa học lần đầu tiên vào năm 1859.